# Fürstenwalde Südwest
Fürstenwalde Südwest ist ein Wohnplatz der Stadt Fürstenwalde/Spree im Landkreis Oder-Spree in Brandenburg. Bis zur Eingemeindung nach Fürstenwalde am 1. Juli 1950 war sie der Ort Rauensche Ziegelei.

## Geografische Lage
Die Siedlung liegt südwestlich des Stadtzentrums und grenzt im Süden unmittelbar an die Siedlung Grauer Esel der Gemeinde Rauen. Sie liegt südlich der L 36, die von Spreenhagen kommend in nordwestlicher Richtung in das Stadtzentrum verläuft. Die nördlich gelegenen Flächen sind vorzugsweise bewaldet und liegen auf einer Höhe von rund 43 m ü. NHN Meter. Das Gelände steigt nach Südosten in der Siedlung Grauer Esel auf bis zu 67 m ü. NHN Meter hin an.

## Geschichte und Etymologie
Nach dem Dreißigjährigen Krieg entstand auf einer wüsten Hufe Rauens im Jahr 1692 eine Ziegelscheune, die 1734 als Ziegelscheune des Amtes Stahnsdorf zu Rauen erschien und 1745 als Ziegelscheune bei Rauen bezeichnet wurde. Ihre erste urkundliche Erwähnung stammt aus dem Jahr 1763 als Rauensche Ziegeley. Friedrich II. ließ vor 1774 einen Ziegelofen auf königliche Kosten errichten, der von einem weiteren Ziegelofen ergänzt wurde. Diesen hatte der Domänenpächter Carl Friedrich Bütow, Generalpächter der Ämter Stahnsdorf und Storkow, bezahlt. Im Jahr 1775 gab es einen königlichen Hammelstall mit 114 Morgen (Mg) Acker und 19 Mg Wiese sowie die Ziegelei. Dort lebten zwei Büdner und andere, die zwei Feuerstellen (=Haushalte) betrieben. Im gleichen Jahr wurde ein Erbzinsvorwerk Hammelstall bei der Rauenschen Ziegelei eingerichtet, auf die acht Familien angesiedelt wurden. Sie erhielten je 3 Mg Gartenland sowie darauf vier doppelte Familienhäuser. Das Vorwerk wurde in Erbpacht vergeben; der Erbpächter erhielt außerdem das Obereigentum über die Kolonisten.
Im Jahr 1801 gab es das Erbzinsgut sowie die Kolonie nebst 12 Einliegern und die Ziegelei. Eine Hufenzahl (= Größe) wurde nicht ausgewiesen; es gab neun Feuerstellen. Im Jahr 1818 erwarb die Kämmerei der Stadt Fürstenwalde das Erbzinsvorwerk vom Domänen-Fiskus und ließ die Gebäude abbrechen und das Inventar verkaufen. Auf dem Acker wurden 16 Kolonisten angesetzt, die der Stadt gegenüber zinspflichtig waren. Die restlichen Äcker wurden verpachtet, die übrigen Ländereien lagen wüst. Der Grundzins betrug drei Taler, drei Groschen und neun Pfennig für jede Stelle; der Büdner musste einen Taler entrichten, die Siebmannsche Ziegelei 3 Taler, 12 Groschen und 11 Pfennig Grundzins sowie drei Taler für das Recht, einen Lehmgraben zu errichten. Mit Wirkung zum 13. April 1820 übernahm der Maurermeister Friedrich Blech und der Ratmann Christian Studt aus Fürstenwalde die Rauensche Ziegelei. Im Jahr 1837 wurde von einem Erbzinsgut und Kolonie mit Dewickens Etablissement berichtet, das mittlerweile auf 27 Wohnhäuser angewachsen war. Die Gemarkung wurde 1841 als Rauensche Ziegelei, auch Hammelstall bezeichnet, auf der 1856 insgesamt 28 Kolonisten lebten. Die Fläche betrug im Jahr 1858 insgesamt 180 Mg und bestand aus 1 Mg Gehöfte, 14 Mg Gartenland, 147 Mg Acker und 18 Mg Wiese mit zwei Abbauten (Döbickes Etablissement oder Alte Ziegelei und Schmiede Größe Tränke) mit insgesamt 24 Wohn- und 21 Wirtschaftsgebäuden. Zwischen April und Oktober 1866 kam es zu einem Rezess über die Ablösung der Streuberechtigung (dem Recht, Streu zu entnehmen) der Gemeinde Rauensche Ziegelei. In einer weiteren Statistik aus dem Jahr 1871 ist die Kolonie mit 23 Wohnhäusern und die Siedlungen Döbekes Etablissement und Große Tränke mit je einem Wohnhaus aufgeführt.
Zur Jahrhundertwende war die Siedlung  116 Hektar (ha) groß, davon 41 ha Acker- und Gartenland, 5 ha Wiese und 65 ha Forst mit 31 Häusern. In den 1910er Jahren entstand im Ort ein Schulhaus. Fürstenwalde Südwest wurde 1931 Landgemeinde mit 116 ha und 38 Wohnhäusern. Im Jahr 1939 gab es einen land- und forstwirtschaftlichen Betrieb, der zwischen 10 und 20 ha groß war. Weitere 32 Betriebe waren zwischen 0,5 und 5 ha groß.
Nach dem Zweiten Weltkrieg erhielten 20 Landarbeiterwirtschaften durch die Bodenreform im Jahr 1947 Land. Im gleichen Jahr wurde ein Bewohner des Ortes wegen des Verdachts strafbarer Handlungen nach der Kontrollratsdirektive Nr. 38 ermittelt. Drei Jahre später wurde die Siedlung als Ortsteil in die Stadtgemeinde Fürstenwalde eingegliedert.

## Bevölkerungsentwicklung
| Jahr      | 1774 | 1801 | 1837 | 1858 | 1895 | 1925 | 1939 | 1946 |
| Einwohner | 9    | 91   | 158  | 174  | 140  | 202  | 320  | 305  |